# Cantonais
Pour les articles homonymes, voir Cantonais (homonymie) et Yue.
Le cantonais (chinois simplifié : 粤语 ; chinois traditionnel : 粵語 ; pinyin : yuè yǔ ; cantonais Jyutping : jyut6 jyu5 ; cantonais Yale : yuht yúh, aussi connu sous le nom 广东话 / 廣東話, Guǎngdōng Huà, cantonais Jyutping : Gwong2 dung1 waa6, « la langue du Guangdong ») ou yue est une langue chinoise parlée particulièrement dans le sud de la Chine, dans les provinces du Guangdong et du Guangxi, à Hong Kong et à Macao.
D'un point de vue linguistique, il y a plus de différences entre le cantonais et le mandarin qu'entre l'espagnol et le français, mais la compréhension à l'écrit entre les différentes langues chinoises est assez bonne grâce aux sinogrammes, dont la plupart sont les mêmes.
À la différence du mandarin, qui n′emploie que quatre tons, la prononciation du cantonais en connaît neuf, c'est-à-dire que certaines syllabes peuvent se prononcer de neuf façons différentes, en fonction de l'intonation et de l'inflexion données à la voix. De plus, les syllabes cantonaises se terminent souvent avec une consonne (-p / -b, -m, -n, -ng, -g / -k, -d / -t), alors qu'en mandarin, on ne trouve que les voyelles et deux consonnes nasales (-n, -ng) à la fin d'une syllabe.
Il s'écrit au moyen des sinogrammes, dont un certain nombre lui sont propres et/ou ne se retrouvent plus en mandarin (qui peut cependant les prononcer ou les utiliser de manière bien moins fréquente et dans des emplois très limités). Par exemple (transcriptions jyutping) :
- 佢 keoi5, « il, lui » (se prononce qú en mandarin mais n'a pas de sens ; on utilisera 他 tā) ;
- 冇 mou5, « ne pas avoir » (mandarin mǎo, pas de sens, équivalent de 沒有 méiyǒu) ;
- 唔 m4, [négation] (mandarin wú, où il sert d'onomatopée rare ; équivalent de 不 bù) ;
- 係 hai6, « être » (mandarin xì, où il signifie « lier » ; équivalent de 是 shì);
- 乜 mat1, « quoi » (mandarin mie, pas de sens, équivalent de 甚麼/什么 shénme).

## Cantonais standard
Le cantonais standard est une variété du cantonais, généralement considérée comme sa variété de prestige (en). Elle est parlée par les natifs des villes de Wuzhou, Canton, Hong Kong et Macao dans le sud de la Chine, et dans les régions environnantes. Elle est également parlée par une partie importante de la diaspora chinoise originaire de la province de Guangdong à Singapour, en Malaisie, au Canada, aux États-Unis, en Australie, en Europe et ailleurs. Historiquement, le cantonais fut la forme de la langue chinoise la plus parlée par les communautés de Chinois d'outre-mer en Occident, bien que la situation ait changé avec l'importance prise par le mandarin dans le monde chinois.
Le cantonais standard est généralement connu sous l'appellation de cantonais, bien que, dans les milieux scientifiques linguistiques, ce terme soit généralement utilisé pour évoquer la catégorie plus large cantonais (chinois simplifié : 粤语 ; chinois traditionnel : 粵語 ; pinyin : Yuèyǔ; Jyutping: Yuet6yue5). Le cantonais standard est aussi parfois appelé Le parler de Canton (chinois simplifié : 广东话 ; chinois traditionnel : 廣東話 ; pinyin : Guǎngdōng huà; Jyutping: Gwong2dong1 Wa2) ou parler de la préfecture de Canton (chinois simplifié : 广州话、广府话 ; chinois traditionnel : 廣州話、廣府話 ; pinyin : Guǎngzhōu huà, Guángfǔ huà; Jyutping: Gwong2zau1 Wa2, Gwong2fu2 Wa2).

### Phonologie
Comme pour tout dialecte, la phonologie du cantonais standard varie selon les locuteurs. Contrairement à ce qui existe pour le mandarin standard, il n'y a pas d'instance officielle pour réguler le cantonais standard. En plus de la phonologie généralement admise par le corps enseignant, la télévision et la radio donnent également la norme. Diverses variations existent.
Il existe environ 630 combinaisons différentes pouvant former des jeux de syllabe (consonne initiale) et rimes syllabiques (reste de la syllabe), sans compter les tons. Certaines d'entre elles, telles que /ɛː˨/ et /ei˨/ (欸), /pʊŋ˨/ (埲), /kʷɪŋ˥/ (扃) sont rares de nos jours; certaines telles que /kʷɪk˥/ et /kʷʰɪk˥/ (隙), ou /kʷaːŋ˧˥/ et /kɐŋ˧˥/ (梗) qui a traditionnellement deux prononciations également correctes, mais une prononciation initiale unique (parce que la prononciation inusitée est unique pour ce seul mot) faisant dès lors disparaitre les sons inutilisés de la langue; alors que certaines telles que /kʷʰɔːk˧/ (擴), /pʰuːi˥/ (胚), /jɵy˥/ (錐), /kɛː˥/ (痂) qui ont des prononciations standards alternatives qui se sont imposées (telles que /kʷʰɔːŋ˧/, /puːi˥/, /tʃɵy˥/ et /kʰɛː˥/ respectivement), faisait aussi disparaitre certains sons de la langue journalière; et également d'autres telles que /faːk˧/ (謋), /fɐŋ˩/ (揈), /tɐp˥/ (耷) sont devenues extrêmement populaires (erronément), considérées comme issues d'emprunt, alors qu'elles sont issues d'usages anciens du cantonais lui-même.
Par ailleurs, il existe de nouveaux mots en cantonais utilisés à Hong Kong, mais qui n'ont jamais été utilisés précédemment, tels que get1 (note : ceci est un usage non standard tel que /ɛːt/ n'a jamais été une finale valide / acceptée et reconnue pour le cantonais, bien que le son final /ɛːt/ soit apparu en cantonais vernaculaire auparavant, /pʰɛːt˨/ - notablement pour le classificateur des substances collantes, tels la boue, la colle, le chewing gum, etc.), dont le son est emprunté du mot anglais gag (comme en français), pour désigner le fait d'amuser autrui avec une blague (si possible visuelle).

#### Initiales
Les initiales sont les consonnes possibles d'une syllabe. Ci-dessous figure un inventaire du cantonais standard tel qu'établi par l'API :
|            |              | Labiales | Coronales | Affriquées | Palatales | Vélaires | Labio-vélaire | Glottales |
| ---------- | ------------ | -------- | --------- | ---------- | --------- | -------- | ------------- | --------- |
| Occlusives | non aspirées | [p]      | [t]       | [ts]       |           | [k]      | [kʷ]          | ([ʔ])     |
| Occlusives | aspirées     | [pʰ]     | [tʰ]      | [tsʰ]      |           | [kʰ]     | [kʷʰ]         |           |
| Nasales    | Nasales      | [m]      | [n]       |            |           | [ŋ]      |               |           |
| Fricatives | Fricatives   | [f]      |           | [s]        |           |          |               | [h]       |
| Spirantes  | Spirantes    |          | [l]       |            | [ j]      |          | [w]           |           |

On note le contraste de l'aspiration et l'absence de contraste de phonation pour les consonnes occlusives. Les sifflantes affriquées sont groupées avec les arrêts pour la facilité de présentation.
Certains linguistes préfèrent analyser /j/ et /w/ comme faisant partie des finales pour les rendre analogues à /i/ et /u/ en mandarin standard, particulièrement en phonologie comparative. Cependant, depuis que les têtes de finales apparaissent seulement avec les initiales nulles (en), /k/ ou /kʰ/, les analyser comme partie des initiales diminue grandement le nombre des finales en n'ajoutant que quatre initiales. Certains linguistes analysent /ʔ/ (coup de glotte) quand une voyelle autre que /i/, /u/ ou /y/ commence une syllabe.
La position des consonnes coronales varie des consonnes dentales jusqu'aux consonnes alvéolaires, avec /t/ et /tʰ/ plus dentales. La position des consonnes sifflantes /ts/, /tsʰ/, et /s/ sont alvéolaires.
Certains locuteurs natifs ne peuvent faire de distinction entre /n/ et /l/, ainsi qu'entre /ŋ/ et l'initiale nulle. Ils prononcent seulement /l/ et l'initiale nulle.

#### Finales

Jeu de voyelles utilisé en cantonais

Les finales (ou rimes) sont ce qu'il reste de la syllabe après que l'on a enlevé l'initiale. Il existe deux types de finales en cantonais, selon la quantité vocalique. Le tableau suivant présente toutes les finales possibles en cantonais standard telles qu'elles figurent dans le système IPA:
|             | [aː]  | [ɐ]  | [ɛː]   | [e]  | [ɔː]  | [o]  | [œː]   | [ɵ]  | [iː]  | [uː]  | [yː]  |
| ----------- | ----- | ---- | ------ | ---- | ----- | ---- | ------ | ---- | ----- | ----- | ----- |
| Ø           | [aː]  |      | [ɛː]   |      | [ɔː]  |      | [œː]   |      | [iː]  | [uː]  | [yː]  |
| -[i] / -[y] | [aːi] | [ɐi] |        | [ei] | [ɔːy] |      |        | [ɵy] |       | [uːy] |       |
| -[u]        | [aːu] | [ɐu] | [ɛːu]¹ |      |       | [ou] |        |      | [iːu] |       |       |
| -[m]        | [aːm] | [ɐm] | [ɛːm]¹ |      |       |      |        |      | [iːm] |       |       |
| -[n]        | [aːn] | [ɐn] | [ɛːn]¹ |      | [ɔːn] |      |        | [ɵn] | [iːn] | [uːn] | [yːn] |
| -[ŋ]        | [aːŋ] | [ɐŋ] | [ɛːŋ]  | [eŋ] | [ɔːŋ] | [oŋ] | [œːŋ]  |      |       |       |       |
| -[p]        | [aːp] | [ɐp] | [ɛːp]¹ |      |       |      |        |      | [iːp] |       |       |
| -[t]        | [aːt] | [ɐt] | [ɛːt]¹ |      | [ɔːt] |      | [œːt]¹ | [ɵt] | [iːt] | [uːt] | [yːt] |
| -[k]        | [aːk] | [ɐk] | [ɛːk]  | [ek] | [ɔːk] | [ok] | [œːk]  |      |       |       |       |

- Nasales syllabiques : [m̩] [ŋ̩]
- ¹Les finales [ɛːu], [ɛːm], [ɛːn], [ɛːp], [ɛːt] et [œːt] n'apparaissent que dans le discours informel. Elles sont généralement absentes des analyses et des romanisations.

#### Tons
Le cantonais standard comporte six contours de ton distincts.
| Nom de ton          | Yin Ping (陰平)                | Yin Shang (陰上)   | Yin Qu (陰去) | Yang Ping (陽平)              | Yang Shang (陽上)      | Yang Qu (陽去) |
| Contour             | ˥ / ˥˧                         | ˧˥                 | ˧             | ˨˩ / ˩                        | ˩˧                     | ˨              |
| Description         | ton haut / ton haut descendant | ton médian montant | ton médian    | ton descendant / ton très bas | ton légèrement montant | ton bas        |
| Numéro              | 1                              | 2                  | 3             | 4                             | 5                      | 6              |
| Exemples            | 詩                             | 史                 | 試            | 時                            | 市                     | 是             |
| Romanisation (Yale) | sī or sì                       | sí                 | si            | sīh or sìh                    | síh                    | sih            |

Représentation des six tons du cantonais avec des exemples et le numéro de ton Jyutping/Yale

Pour répondre aux exigences des règles de la poésie chinoise, les premier et quatrième tons sont généralement regroupés dans la « catégorie (tons) plats » (平聲), alors que les autres sont plutôt qualifiés d'« obliques » (仄聲).
À Hong Kong, le premier ton peut être aussi bien haut niveau ou haut descendant sans que cela n'affecte la signification des mots prononcés. La plupart des locuteurs de Hong Kong ne sont en général pas conscients de ces variations. À Guangzhou, le haut descendant est le plus fréquemment entendu.
Les nombres « 394052786 » prononcés en cantonais, donneront les 9 tons dans l'ordre conventionnel de la romanisation Yale : saam1, gau2, sei3, ling4, ng5, yi6, chat7, baat8, luk9), donnant dès lors un bon moyen mnémotechnique pour se souvenir de ces tons.
Il n'y a pas actuellement plus de niveaux de ton en cantonais standard qu'en mandarin standard (trois si l'on exclut le ton tombant inférieur du cantonais), mais le cantonais a un jeu plus complet de sept tons.
Le cantonais standard préserve pour l'essentiel les tons du chinois médiéval de la façon présentée ci-dessous.
| Chinois médiéval | Chinois médiéval | Cantonais standard | Cantonais standard | Cantonais standard | Cantonais standard |
| Tone             | Initial          | Voyelle centrale   | Nom de ton         | Contour de ton     | Numéro de ton      |
| Ping             | V−               |                    | Yin Ping           | ˥ / ˥˧             | 1                  |
| Ping             | V+               | Yang Ping          | ˨˩ / ˩             | 4                  |                    |
| Shang            | V−               | Yin Shang          | ˧˥                 | 2                  |                    |
| Shang            | V+               | Yang Shang         | ˩˧                 | 5                  |                    |
| Qu               | V−               | Yin Qu             | ˧                  | 3                  |                    |
| Qu               | V+               | Yang Qu            | ˨                  | 6                  |                    |

V− = consonne sourde initiale, V+ = consonne sonore initiale. La distinction sourde / sonore existait dans le chinois médiéval, mais a été perdue en cantonais, seulement préservée en les différences tonales.

#### Glissements phonologiques
À l'instar d'autres langues, le cantonais est en proie à des changements phonétiques, par lesquels de plus en plus de locuteurs utilisent un son spécifique jusqu'à ce que celui-ci devienne la norme.

##### Changements anciens
Un glissement connu qui a modifié le cantonais par le passé est la perte de la distinction entre les consonnes sibilantes alvéolaires et les alvéo-palatales (parfois appelées postalvéolaires), changement intervenu entre la fin du XIXe et le début du XXe siècle. Cette distinction était mentionnée dans de nombreux dictionnaires et les guides de prononciation jusque dans les années 1950, mais ne se retrouve pas dans le cantonais moderne.
Quelques publications qui mentionnent la distinction :
- Williams, S., A Tonic Dictionary of the Chinese Language in the Canton Dialect, 1856.
- Cowles, R., A Pocket Dictionary of Cantonese, 1914.
- Meyer, B. and Wempe, T., The Student's Cantonese-English Dictionary, 3e édition, 1947.
- Chao, Y. Cantonese Primer, 1947.

La dépalatalisation des consonnes sibilantes a désormais rendu unique des prononciations de mots anciennement distinctes. Par ailleurs, cette distinction est toujours en vigueur dans le mandarin standard moderne, où les anciennes consonnes sibilantes du cantonais correspondent aux consonnes rétroflexes sibilantes en mandarin. Par exemple :
| Catégorie de sibilante  | Caractère | Cantonais moderne     | Cantonais ancien            | Mandarin standard           |
| ----------------------- | --------- | --------------------- | --------------------------- | --------------------------- |
| Affricative non aspirée | 將        | /tsœːŋ/ (alvéolaire)  | /tsœːŋ/ (alvéolaire)        | /tɕiɑŋ/ (alvéolo-palatale)  |
| Affricative non aspirée | 張        | /tsœːŋ/ (alvéolaire)  | /tɕœːŋ/ (alvéolo-palatale)  | /tʂɑŋ/ (rétroflexe)         |
| Affricative aspirée     | 槍        | /tʰsœːŋ/ (alvéolaire) | /tsʰœːŋ/ (alvéolaire)       | /tɕʰiɑŋ/ (alvéolo-palatale) |
| Affricative aspirée     | 昌        | /tʰsœːŋ/ (alvéolaire) | /tɕʰœːŋ/ (alvéolo-palatale) | /tʂʰɑŋ/ (rétroflexe)        |
| Fricative               | 相        | /sœːŋ/ (alvéolaire)   | /sœːŋ/ (alvéolaire)         | /ɕiɑŋ/ (alveolo-palatal)    |
| Fricative               | 傷        | /sœːŋ/ (alvéolaire)   | /ɕœːŋ/ (alvéolo-palatale)   | /ʂɑŋ/ (rétroflexe)          |

Bien que les observateurs mentionnés ci-dessus observent cette distinction, la plupart d'entre eux ont également noté le phénomène de dépalatisation déjà à l’œuvre à l'époque. Williams (1856) écrit :
- Les initiales ch et ts sont en permanence confondues, et certaines personnes sont tout à fait incapables de détecter une différence entre les deux, prononçant plus fréquemment ts pour ch que le contraire.

Cowles (1914) ajoute :
- l'initiale « s » peut être entendue comme l'initiale « sh » et vice versa.

Un vestige de cette différence de palatisation se retrouve parfois dans la romanisation du cantonais du Gouvernement de Hong Kong. Par exemple, de nombreux noms sont épelés avec sh bien que le « son sh » (/ɕ/) ne soit plus utilisé pour ces mots. Par exemple le prénom 石 (/sɛːk˨/), généralement romanisé en Shek, et le nom de lieux tels Sha Tin (沙田; /saː˥ tʰiːn˩/).
Les sibilantes alvéolo-palatales apparaissent de même avec les sibilantes rétroflexes en mandarin, les sibilantes alvéolo-palatales apparaissant seulement avant /i/, ou /y/. Cependant, la mandarin garde les médianes, où /i/ et /y/ peuvent apparaitre, comme dans les exemples ci-dessus. Le cantonais a perdu ses médianes il y a un certain temps, réduisant d'autant pour ses locuteurs leur capacité de distinguer les initiales sibilantes.

##### Changements actuels
Dans le Hong Kong actuel, de nombreux jeunes locuteurs natifs ne sont plus en mesure de distinguer certaines paires de phonèmes, et les confondent dès lors en un seul. Bien que cela soit parfois considéré comme un sous-standard et dénoncé comme des « sons altérés » (懶音), ce phénomène gagne du terrain et commence à influer sur d'autres régions où le cantonais est parlé.
Selon Robert Bauer, le cantonais de Hong Kong est fortement influencé par le passé colonial de Hong Kong, sous contrôle britannique. Le lexique cantonais s’est considérablement enrichi sous l’influence coloniale anglaise. Au niveau de la graphie, l'influence de l'anglais a augmenté l’autonomie de la langue cantonaise à l’écrit : pour pallier le manque de certains caractères, de nouveaux caractères sont créés. Certains sont même uniques à Hong Kong.

### Romanisations
Les systèmes de romanisation du cantonais les plus répandus sont connus sous les noms de Barnett-Chao, Meyer-Wempe, et Yale. Ils ne diffèrent pas beaucoup l'un de l'autre, mais c'est le Yale qui est le plus communément utilisé dans les pays occidentaux. Dans le cadre de ses cours de cantonais langue étrangère, le linguiste de Hong Kong Sidney Lau a apporté des modifications au système Yale, créant ainsi un autre système actuellement utilisé par les étudiants en langue cantonaise.
Le système recommandé par la Société linguistique de Hong Kong (Linguistic Society of Hong Kong – LSHK) est appelé jyutping (粵拼). Il permet de résoudre de nombreux points faibles et problèmes du système Yale, qui reste néanmoins le plus répandu et privilégié. Le jyutping diffère du Yale sur de nombreux points avec lesquels les utilisateurs du Yale ne sont pas familiarisés. Des efforts ont été faits pour promouvoir le jyutping, mais il est encore trop tôt pour connaître son degré de réussite.
Cependant, le fait que les personnes de langue maternelle cantonaise, quel que soit leur niveau d’éducation, ne comprennent aucun système de romanisation peut être frustrant pour ceux qui apprennent cette langue. Il semble que les Cantonais ne voient aucun intérêt à apprendre un de ces systèmes. Les systèmes de romanisation ne font pas partie des programmes d’éducation, ni à Hong Kong ni dans la province du Guangdong.

#### Premières tentatives occidentales
Les premiers efforts systématiques pour développer une représentation alphabétique de la prononciation cantonaise débutèrent avec l'arrivée de missionnaires protestants en Chine au début du XIXe siècle. Une romanisation était considérée comme à la fois un outil pour aider les missionnaires à apprendre le parler local plus aisément, et un moyen aisé pour les fidèles d'apprendre les écrits chrétiens. Avant cela, des missionnaires catholiques, généralement portugais, avaient développé des systèmes de romanisation pour établir la prononciation de la langue chinoise en vigueur à la Cour et dans l'Administration, mais très peu pour les autres langues. Le plus important dictionnaire de traduction du chinois jamais réalisé, le Grand Ricci, date de cette époque et établit des traductions vers le français.
Robert Morrison, le premier missionnaire protestant en Chine, publia Vocabulary of the Canton Dialect (1828) avec une romanisation de la prononciation du cantonais peu systématique. Elijah Coleman Bridgman et Samuel Wells Williams en leur Chinese Chrestomathy in the Canton Dialect (1841) furent à l'origine d'une longue lignée de romanisations et qui furent notamment concrétisées par les travaux de James Dyer Ball, Ernest John Eitel, et Immanuel Gottlieb Genăhr (1910). Bridgman et Williams basèrent leur système sur l'alphabet phonétique et les diacritiques proposées par Sir William Jones pour les langages de l'Asie méridionale. Cette romanisation se fondait sur un dictionnaire de rimes local, le Fenyun cuoyao, aisément disponible à l'époque et qui l'est toujours. Le Tonic Dictionary of the Chinese Language in the Canton Dialect de Samuel Wells Willams (Yinghua fenyun cuoyao, 1856), est un réarrangement alphabétique, une traduction et une annotation du Fenyun. Pour permettre d'adapter le système aux besoins des utilisateurs confronté généralement aux seules langues locales en l'absence d'un standard établi — bien que le parler des villes de l'ouest (xiguan) ait été la variété de prestige de l'époque, de Guangzhou— Williams suggéra que les utilisateurs apprennent et suivent la prononciation de leur formateur de son jeu de syllabes cantonaises. Ce fut apparemment une innovation de Bridgman d'indiquer les tons avec un cercle ouvert (ton de registre haut) ou un cercle ouvert sous la syllabe (tons de registre inférieur) aux quatre coins de la romanisation du mot en analogie avec le système chinois traditionnel pour l'indication d'un caractère avec un cercle (en bas à gauche pour « constant », en haut à gauche pour « montant », en haut à droite pour « descendant » et en bas à droite pour le « ton d'entrée »). John Chalmers, dans son English and Cantonese pocket-dictionary (1859) simplifia la notation des tons en utilisant un accent aigu pour indiquer le ton « montant », un accent grave pour le ton « descendant » et pas de diacritique pour le ton « constant » et un italique (ou en souligné pour l'écriture manuscrite) pour les tons hauts. Le ton d’« Entrée » peut être distingué par sa fin consonantique. Nicholas Belfeld Dennys utilisa la romanisation de Chalmers dans ses publications. Cette méthode de notation des tons fut adoptée par la romanisation Yale (avec le ton bas noté avec un 'h'). Une nouvelle romanisation fut développée au début du XXe siècle, qui élimina les diacritiques en distinguant les tonalités par la différentes façons d'épeler (par exemple : a/aa, o/oh). Les diacritiques furent utilisées seulement pour marquer les tons. Le nom de Tipson est associé avec cette nouvelle romanisation qui comprenait toujours certaines caractéristiques phonologiques du Fenyun. Celle-ci a été utilisée pour le 'dictionnaire de Meyer-Wempe et Cowles' et les livres de O'Melia, et de nombreux autres ouvrages du XXe siècle. Ce fut la romanisation standard jusqu'à ce qu'elle soit remplacée par le système yale. Le linguiste Y. R. Chao développa une adaptation cantonaise de sa romanisation Gwoyeu qu'il utilisa pour son « Cantonese Primer ». Le problème principal évoqué en ce livre est la comparaison des différents systèmes. Le Gwoyeu Romatzyh ne fut que peu utilisé.

#### Recherches cantonaises à Hong Kong
Une importante étude sur le cantonais, A Chinese Syllabary Pronounced According to the Dialect of Canton (en), écrite par Wong Shik Ling, fut publiée en 1941. Il utilise un système de transcription basé sur l'IPA pour le cantonais, S. L. Wong system (en) et de nombreux dictionnaires chinois publiés plus tard à Hong Kong utilisèrent cette transcription. Bien que Wong produisit aussi une romanisation après ses travaux, appelée romanisation S. L. Wong (en), mais qui n'est plus désormais utilisée comme système de transcription.
Le système de transcription promu par la Linguistic Society of Hong Kong (LSHK), appelé jyutping, permet de lever la plupart des imprécisions et problèmes des systèmes plus anciens. Il présente des similitudes avec le système de romanisation Yale, mais s'en écarte en divers points. La valeur phonétique des lettres ne pose pas de problème particulier aux occidentaux et en particulier ceux qui ont étudié l'anglais. Divers efforts ont été entrepris pour promouvoir le jyutping, mais il est actuellement difficile de savoir quel est leur succès.
Une autre romanisation populaire est le Standard Cantonese Pinyin, qui est le seul système de romanisation accepté par le Hong Kong Education and Manpower Bureau (en) et le Hong Kong Examinations and Assessment Authority (en). Les livres et cours pour professeurs et étudiants en études primaires et secondaires utilisent généralement cette romanisation. Mais il reste de nombreux partisans et utilisateurs du système de S. L. Wong.
Actuellement les personnes désireuses d'apprendre le cantonais peuvent se sentir frustrées de voir que peu de Cantonais, quel que soit leur niveau d'éducation, ont une maîtrise de ces romanisations, ayant peu de motivations pour les apprendre. Ces systèmes de romanisation ne sont pas enseignés à Hong Kong ni dans la province de Guangdong. En pratique, les habitants de Hong Kong utilisent la romanisation non nommée du gouvernement de Hong Kong. Voir Hong Kong Government Cantonese Romanisation (en) pour des précisions.

### Cantonais écrit
Le cantonais vernaculaire parlé diffère du chinois écrit moderne, qui est essentiellement une forme écrite du mandarin standard. Un chinois écrit parlé mot-à-mot sonne exagérément formel et distant en cantonais. Le résultat en est qu'avec le temps s'est fait sentir la nécessité d'avoir une langue écrite en accord avec l'oral. Il en résulta la création de caractères complémentaires spécifiquement cantonais. Nombre d'entre eux ont une valeur phonologique qui n'existe pas en mandarin. Une bonne source de ce vocabulaire écrit cantonais sont les livrets de l'opéra cantonais (大戲 - daai hei). Le cantonais écrit est largement incompréhensible aux non-Cantonais, car il utilise un vocabulaire et une grammaire que ne comprennent pas les personnes parlant le mandarin.
Readings in Cantonese colloquial: being selections from books in the Cantonese vernacular with free and literal translations of the Chinese character and romanized spelling (1894) de James Dyer Ball dispose d'une bibliographie de documents disponibles en caractères cantonais au cours de la dernière décennie du XIXe siècle. Quelques bibliothèques ont des collections souvent appelées wooden fish books écrites en caractères cantonais. Certains de ces textes ont été publiés dans le Cantonese Ballads de Wolfram Eberhard. Voir aussi le Cantonese love-songs, translated with introduction and notes by Cecil Clementi (1904) ou une nouvelle traduction de ces Yue Ou en Cantonese love songs : an English translation of Jiu Ji-yung's Cantonese songs of the early 19th century (1992). Une bible en caractères cantonais, le Pilgrims Progress, et Peep of Day ainsi que de simples catéchismes furent publiés par les presses des missions. Il ne s'agissait pas généralement d'un jeu de caractères standardisé, et de grandes variations pouvaient être constatées.
Avec l'arrivée de l'informatique et de la standardisation des jeux de caractères spécifiquement cantonais, de nombreux écrits des zones cantonophones utilisent dorénavant ces caractères cantonais pour s'adapter à leur lectorat. Le résultat en est que les principaux médias écrits sont progressivement devenus moins conservateurs et plus familiers dans leur diffusion des idées. De manière générale, certains des locuteurs les plus âgés regardent cette tendance comme un retour en arrière et un éloignement des traditions. Cette tension entre les « anciens » et les « nouveaux » est un reflet d'une transition qui se déroule actuellement au sein de la population des locuteurs cantonais.

### Rôle culturel
La Chine compte de nombreuses variétés de parlers régionaux, dont beaucoup inintelligibles les uns avec les autres; la plupart d'entre eux sont rarement entendus hors de leur zone d'origine, et ne sont généralement pas utilisés dans l'enseignement, les médias et la communication formelle. Ces parlers locaux sont utilisés en Chine continentale et à Taïwan en discours informel par des locuteurs locaux entre amis ou au sein de la famille. Le mandarin standard est, lui, plutôt utilisé dans les médias, l'enseignement et la communication formelle. La majorité des locuteurs cantonais, eux, vivent en Chine continentale, à cause de l'histoire linguistique de Hong Kong et Macao, mais ils sont nombreux dans la diaspora chinoise. Et l'usage du cantonais standard dépasse désormais largement l'aire du Guangdong, au-delà du nombre même de locuteurs natifs de cette langue en Chine.
Comme la majorité des habitants de Hong Kong et Macao et leurs ancêtres avaient émigré avant la diffusion du mandarin standard, le cantonais devint la langue chinoise habituellement parlée en ces régions. Le cantonais est désormais la seule langue chinoise autre que le mandarin standard utilisée en un contexte officiel. Le mandarin standard est en effet la langue officielle de la république populaire de Chine et de la république de Chine, ainsi que nombreuses organisations internationales, dont l'Organisation des Nations unies. De plus, du fait de son usage par des non-locuteurs du mandarin outremer, le cantonais a souvent été la première langue de contact des Occidentaux avec la Chine. Cependant, l'usage du cantonais comme lingua franca en Amérique du Nord a diminué ces dernières années au profit de l'usage du mandarin.
Avec le mandarin et le taïwanais, le cantonais est aussi l'une des quelques langues chinoises qui possèdent leur propre répertoire de musique populaire (Cantopop). La prévalence de la culture populaire de Hong Kong a conduit de nombreux Chinois à apprendre le cantonais, ce qui est rare étant donné que l'apprentissage d'une langue chinoise ne se fait généralement qu'à la suite d'un long séjour dans la région où elle est parlée.
Le contraste est particulièrement évident avec d'autres langues chinoises, par exemple le wu (parlé dans la région de Shanghai). Le wu a plus de locuteurs que le cantonais. Cependant, le wu et sa variété de Shanghai ne sont pas utilisés en contextes officiels ni dans le répertoire populaire de chansons, et n'ont pratiquement aucune diffusion internationale. Ceci est dû essentiellement au choix politique du gouvernement de décourager l'usage du wu et des langues chinoises autres que le mandarin standard dans des contextes formels. Par ailleurs, la quasi-totalité des Shangaïens peuvent parler le mandarin standard et n'utilisent le wu qu'entre eux. De plus, le shangaïen est rarement utilisé hors de la ville. Il en va de même pour la plupart des langues chinoises et leurs dialectes. Tandis que les habitants de Hong Kong, eux, parlent peu le mandarin standard et le cantonais y reste la seule forme officielle de la langue chinoise. Voyant le succès du cantonais, certains locuteurs du Wu tentent maintenant de promouvoir leur langue.
Certains professeurs du Guangdong continuent à enseigner en cantonais, car de nombreux Cantonais ressentent plus d'affinité pour leur propre langue que pour le mandarin standard, bien que cela aille contre la volonté du pouvoir politique. Cela est même source de désagrément pour les immigrants d'autres provinces pour qui la langue vernaculaire est le mandarin standard et non le cantonais. [réf. nécessaire].

### Mots-valise
La vie à Hong Kong se caractérise par l'importance des influences asiatiques et occidentales, ainsi que par le statut de centre commercial international de la ville. La ville exporte également son influence. Il en résulte que de nombreux mots-valise sont créés et exportés vers la république populaire de Chine, Taïwan et Singapour. Certains de ces mots-valise sont désormais plus populaires que leur équivalent chinois. De même, de nouveaux mots sont également diffusés.

### Le cantonais face au mandarin à Hong Kong et Singapour
La bataille entre le cantonais et le mandarin a débuté à Hong Kong vers le milieu des années 1980, à l'époque où de nombreuses personnes ne parlant pas le cantonais commencèrent à y arriver sous les réformes économiques de Deng Xiaoping. À cette époque, Hong Kong et Macao dépendaient toujours respectivement du Royaume-Uni et du Portugal, et le mandarin était rarement utilisé dans ces territoires. Les hommes d'affaires des colonies et de la république populaire de Chine observaient une méfiance réciproque envers ceux ne partageant pas la même langue, avec notamment des polémiques lancées en RPC qualifiant le cantonais de « chinois britannique », alors que le mandarin était qualifié par ailleurs dans les colonies de « 流氓話 Lau Men Waa », soit littéralement « langue hors-la-loi ».
À Singapour, le gouvernement avait lancé[Quand ?] une campagne pour parler le mandarin (en) (Speak Mandarin Campaign / SMC) qui avait l'ambition de promouvoir le mandarin standard en lieu et place des dialectes chinois, tel le hokkien (45 % de la population chinoise de Singapour), le teochew (22,5 %), le cantonais (16 %), le hakka (7 %) et le hainanais. Ceci était envisagé comme une façon de créer une plus grande cohésion parmi la population singapourienne d'origine chinoise. Cette campagne positive de promotion pour le mandarin avait également pour but de décourager l'usage des autres parlers chinois. Ceux-ci ne sont plus utilisés dans les médias et les autres usages formels comme l'enseignement.
Certains pensent que le gouvernement de Singapour est allé trop loin dans ses ambitions linguistiques. Certaines chansons taïwanaises dans des programmes de divertissement diffusés ont été supprimées ou censurées. Les fictions japonaises ou coréennes sont généralement diffusées en version originale sous-titrée, mais les fictions de Hong Kong diffusées sur les médias généralistes sont le plus souvent doublées en mandarin et privées de leurs chansons en cantonais. 
Le corollaire de la SMC est la pinyinisation de certains termes originaires de la Chine méridionale. Par exemple, dimsum est désormais souvent transcrit en dianxin en anglais de Singapour dans les médias, bien que cela soit une affaire de style et de convention ; l'usage traditionnel reste largement en vigueur. Une autre conséquence de la SMC est que de nombreux jeunes issus de familles de langue cantonaise ne sont désormais plus en mesure de comprendre ou de parler le cantonais, contrairement à la situation prévalant en Malaisie, où la population d'origine chinoise garde largement l'usage de ses langues et dialectes.

## Le cantonais dans le monde

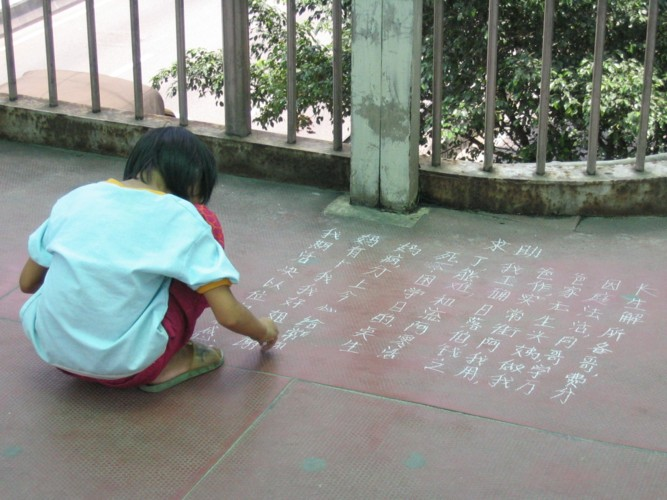
Texte en sinogrammes, à Canton.

Les communautés du sud de la Chine sont de loin celles qui ont essaimé le plus fréquemment à l'étranger pour former des communautés issues de la diaspora chinoise. Le cantonais s'y est donc imposé comme langue véhiculaire, notamment dans le monde anglo-saxon, au détriment du mandarin.

## Emprunt en français
Le français a emprunté au cantonais quelques mots : wok, dimsum, longane.
En jargon de cinéma, on utilise le terme de gweilo pour désigner les personnages occidentaux antipathiques, notamment dans le cinéma de Hong Kong.
Certains personnages historiques chinois (aussi bien des Chinois du continent que de Taïwan) sont également connus en Occident sous la prononciation cantonaise de leur nom, comme Tchang Kaï-chek ou Sun Yat-sen.